# Tiffani Silva Marinho
Tiffani Beatriz Domingos Silva do Nascimento Marinho (Duque de Caxias, 6 de maio de 1999) é uma velocista brasileira.

## Biografia e carreira
Marinho competiu no revezamento 4x400m misto no Campeonato Mundial de Atletismo de 2019. Ela também competiu nos Jogos Olímpicos de Verão de 2020, realizados em Tóquio, no Japão, disputando as provas do revezamento 4x400m misto e dos 400 metros rasos feminino..
Marinho conquistou a medalha de ouro no revezamento 4x400m misto, ao lado de João Falcão Cabral, Chayenne da Silva e Douglas Hernandes Mendes, e o bronze nos 400 metros rasos nos Jogos Pan-Americanos Júnior de 2021, realizados em Cali, na Colômbia.

## Melhores marcas pessoais
- 100 metros rasos – 00:11,93 segundos (2016)[1]
- 200 metros rasos – 00:23,52 segundos (2019)[1]
- 250 metros – 00:32,48 (2014)[1]
- 400 metros rasos – 00:51,51 segungos (2022)[1]
- 400 metros (indoor) – 00:05,54 segundos (2020)[1]
- 75 metros – 00:09,55 segundos (2014)[1]
- 800 metros – 02:12.71 (2023)[1]
- Revezamento 4 x 100 metros rasos – 00:44.78 (2019)[1]
- Revezamento 4x400 metros misto – 03:15.89 (2021)[1]
- Revezamento medley – 02:19.26 (2025)[1]